# Selardi
Selardi (Sielardi) es una diosa lunar de Urartu, equivalente a la babilonia Sin. Nicholas Adontz sugiere que el nombre de Sielardi proviene de "Siela" (que significa "mujer" o "hermana") y Ardi (que significa "sol"), argumentando que en el antiguo Este la Luna era considerada hermana del Sol, en lugar de su consorte.